# Galphimia angustifolia
Galphimia angustifolia là một loài thực vật có hoa trong họ Malpighiaceae. Loài này được Benth. mô tả khoa học đầu tiên năm 1844.